# Muskogee (Oklahoma)
Muskogee ( /mə'skoʊgi:/) es la undécima ciudad más grande del estado de Oklahoma (Estados Unidos). Es a su vez sede del Condado de Muskogee y del Bacone College. Se encuentra a unos 77 km sureste de Tulsa. La población de la ciudad era 39 223 habitantes en el censo de 2010, un aumento del 2,4 por ciento con respecto a los 38 310 habitantes en el de 2000.

## Historia
Se creía que los comerciantes de pieles franceses habían establecido una aldea temporal cerca del futuro Muskogee en 1806, pero el primer asentamiento europeo permanente se estableció en 1817 en la orilla sur del río Verdigris, al norte de la actual Muskogee.

Tras la aprobación de la Ley de Remoción de Indios de 1830 bajo el presidente Andrew Jackson, los indios Muscogee Creek fueron una de las Cinco Tribus Civilizadas desterradas del Sureste Americano al Territorio Indio. Fueron acompañados por sus esclavos. La Agencia India, un edificio de piedra de dos pisos, se construyó en Muskogee. Fue un sitio de reuniones entre los líderes de las Cinco Tribus. Hoy  es un museo. En la cima de lo que se conoce como Agency Hill, está dentro del Parque Honor Heights en el lado oeste de Muskogee.

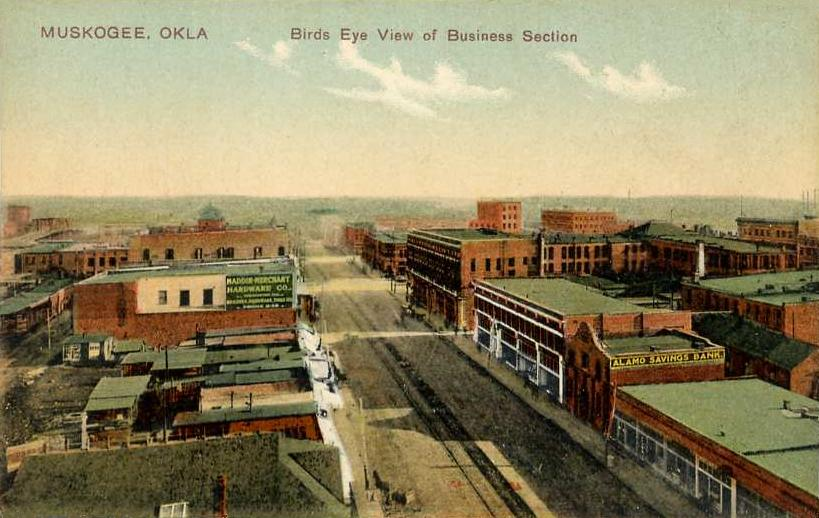
Distrito comercial c. 1910

En 1872, el ferrocarril Misuri-Kansas-Texas se extendió al área. Se estableció un tribunal federal en Muskogee en 1889, casi al mismo tiempo que el Congreso abrió partes del territorio indio a los colonos no nativos a través de la carrera por la tierra. La ciudad fue incorporada el 19 de marzo de 1898.
Charles N. Haskell construyó organizó y construyó la mayoría de los ferrocarriles que llegaban a la ciudad, lo que la conectaba con otros mercados y centros de población, estimulando sus negocios y ventas minoristas, y atrayendo a nuevos residentes.
Estados Unidos admitió al estado de Oklahoma en la Unión el 16 de noviembre de 1907 como el estado número 46.
La ciudad era la sede operativa de Muskogee Roads, una empresa compuesta por cuatro transportistas ferroviarios regionales bajo gestión común. El primero fue el Midland Valley Railroad, fletado en 1903. Los tres transportistas que sobrevivieron hasta 1963 fueron vendidos a Texas & Pacific, que era una subsidiaria de Missouri Pacific Railroad
Muskogee estaba en la ruta de la Jefferson Highway construida en 1915. Esa carretera internacional recorría más de 3701 km desde Winnipeg hasta Nueva Orleans.
En mayo de 2008, los votantes de Muskogee eligieron a uno de los alcaldes más jóvenes de la historia de Estados Unidos, John Tyler Hammons.

## Geografía

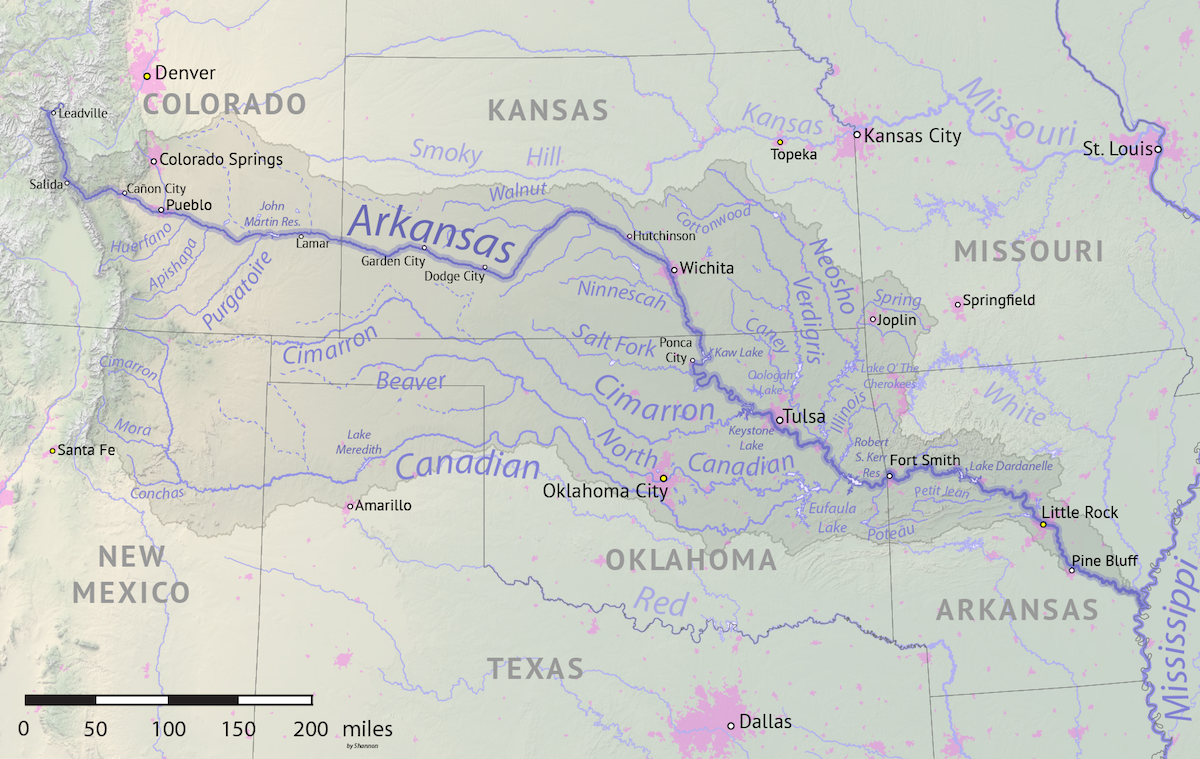
Mapa del río Arkansas en el que aparece —en su curso medio-bajo— Muskogee

Según la Oficina del Censo de los Estados Unidos, la ciudad tiene un área total de 100 km², de las cuales 97 km² es tierra y 4 km² (3,69%) es agua. Muskogee está cerca de la confluencia del río Arkansas, el río Verdigris y el río Grand. Históricamente, el área alrededor de esta confluencia se ha llamado Tres Ríos.
Muskogee se encuentra en el valle del río Arkansas y tiene una elevación del nivel del mar baja en comparación con gran parte del resto del estado. La ciudad está en el límite de la región de bosques de robles y nogales del oriente de Oklahoma y la pradera, la región de las Grandes Llanuras del nororiente de Oklahoma. Es una comunidad suburbana de Tulsa.
El clima de la ciudad es considerablemente más cálido y húmedo que en otras partes del estado.

## Personajes destacados
- Reubin Askew,  Gobernador de Florida 1971 a 1979
- Don Byas, músico de jazz
- Tom Coburn, exsenador de Estados Unidos por Oklahoma
- Ernest E. Evans, ganador póstumo de la Medalla de Honor por sus acciones como capitán del destructor estadounidense en la Segunda Guerra Mundial
- Barney Kessel, guitarrista de jazz
- Leo Kottke, guitarrista acústico
- Roberta McCain, madre del senador John McCain
- Jay McShann, músico de jazz
- Alexander Posey, escritor, editor de un periódico, secretario de la Convención Constitucional de Sequoyah
- Robert Reed, actor que interpretó a Mike Brady, padre en "The Brady Bunch"
- Alice Mary Robertson, educadora, trabajadora social, funcionaria del gobierno, segunda mujer en servir en el Congreso de los Estados Unidos
- Pee Wee Russell, músico de jazz
- Carrie Underwood, cantante de música country
- Sarah Vowell, autora

## Galería

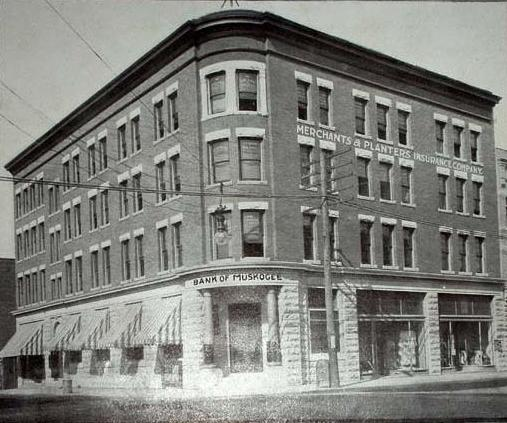
Imagen histórica del Banco de Muskogee
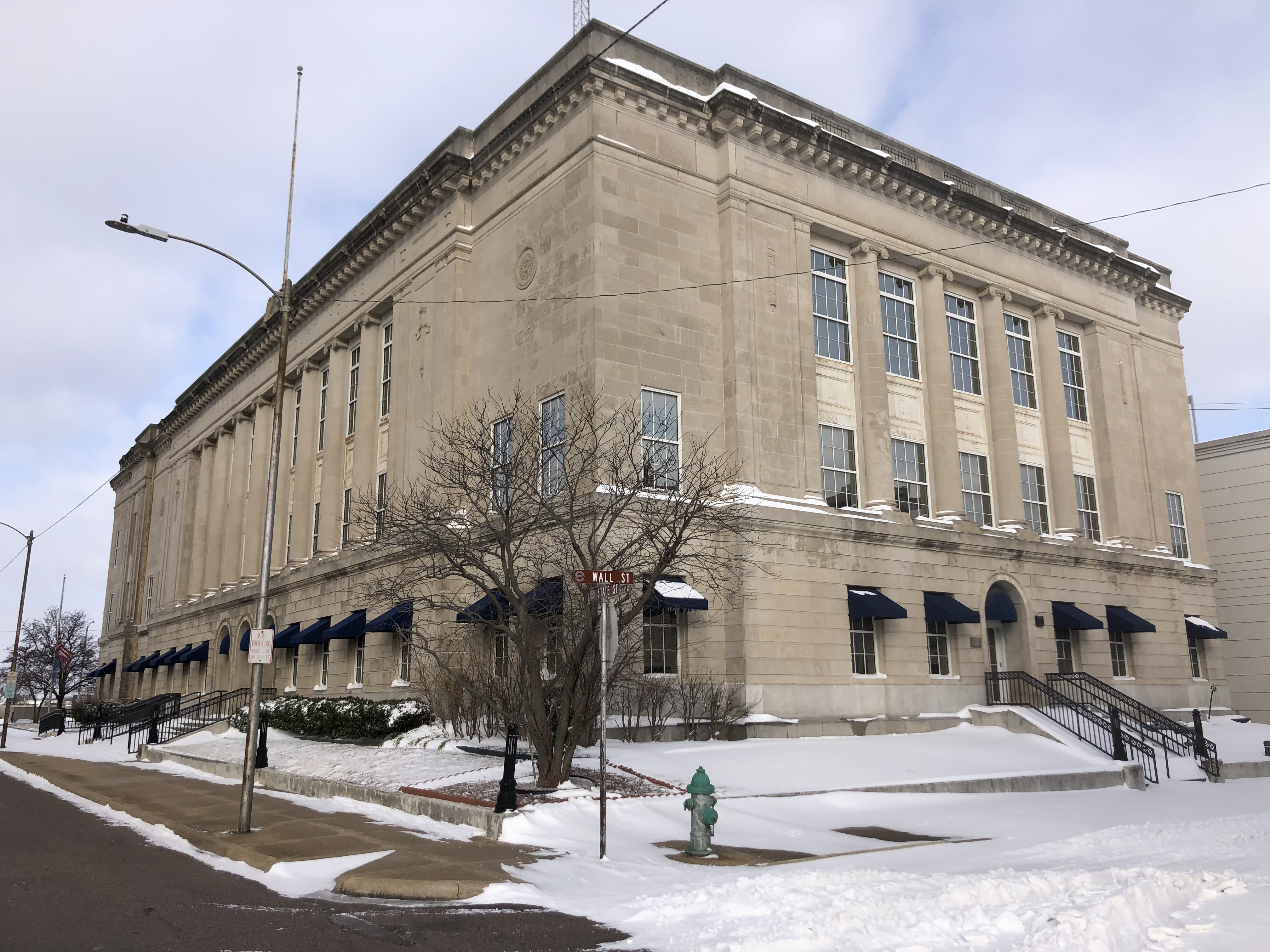
Palacio de justicia del condado de Muskogee
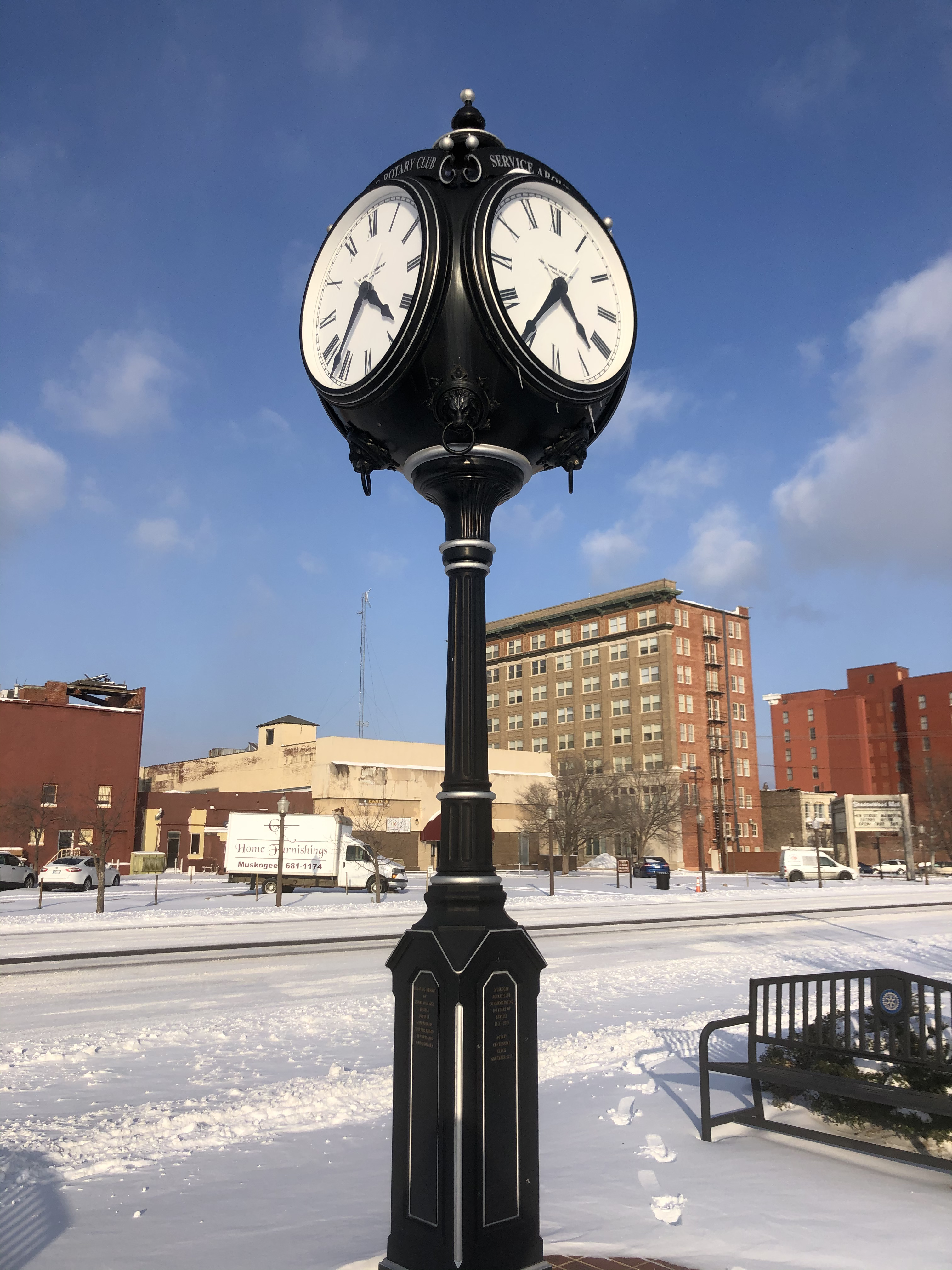
Reloj del Centro Cívico
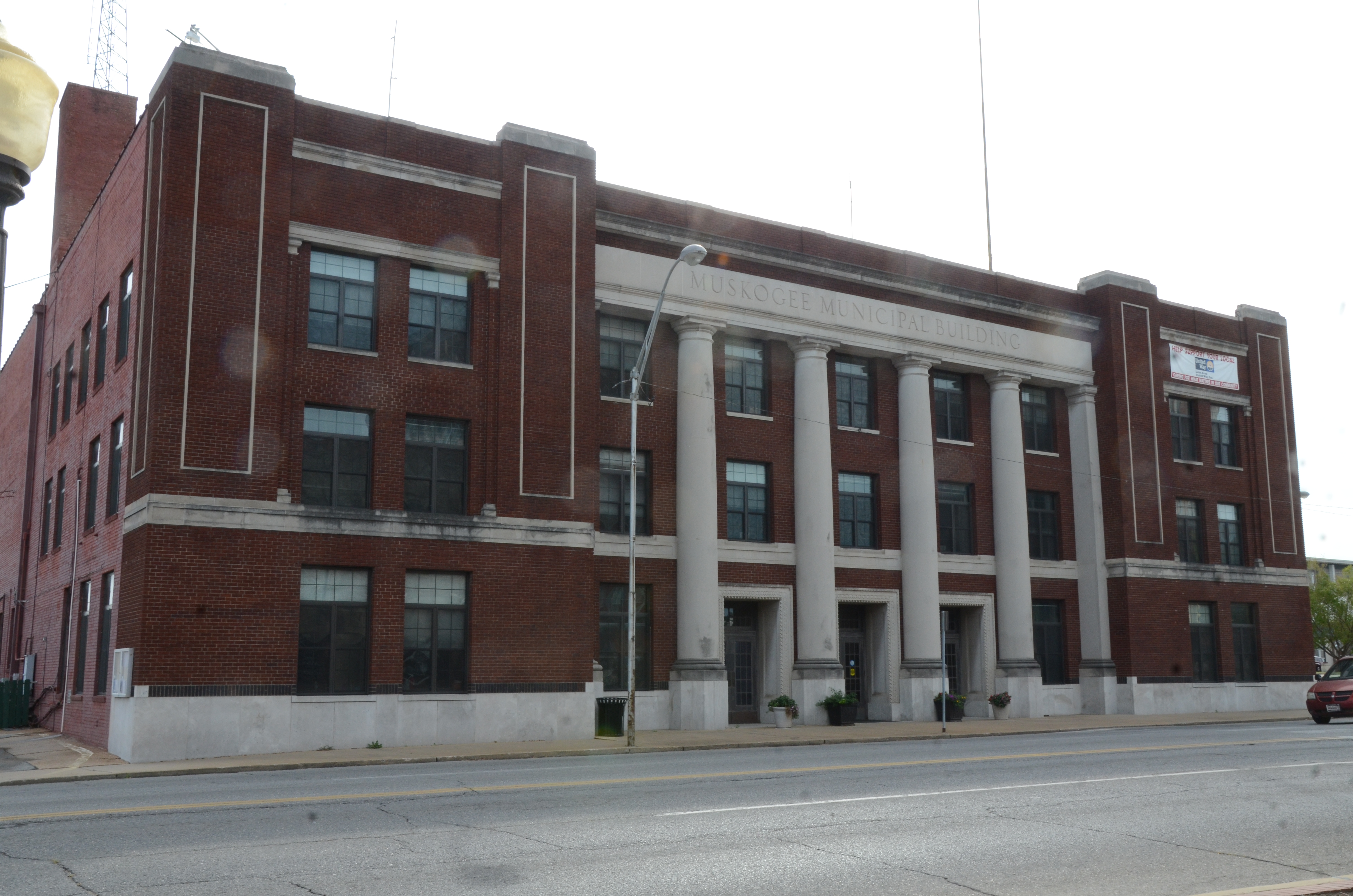
Muskogee Municipal Building
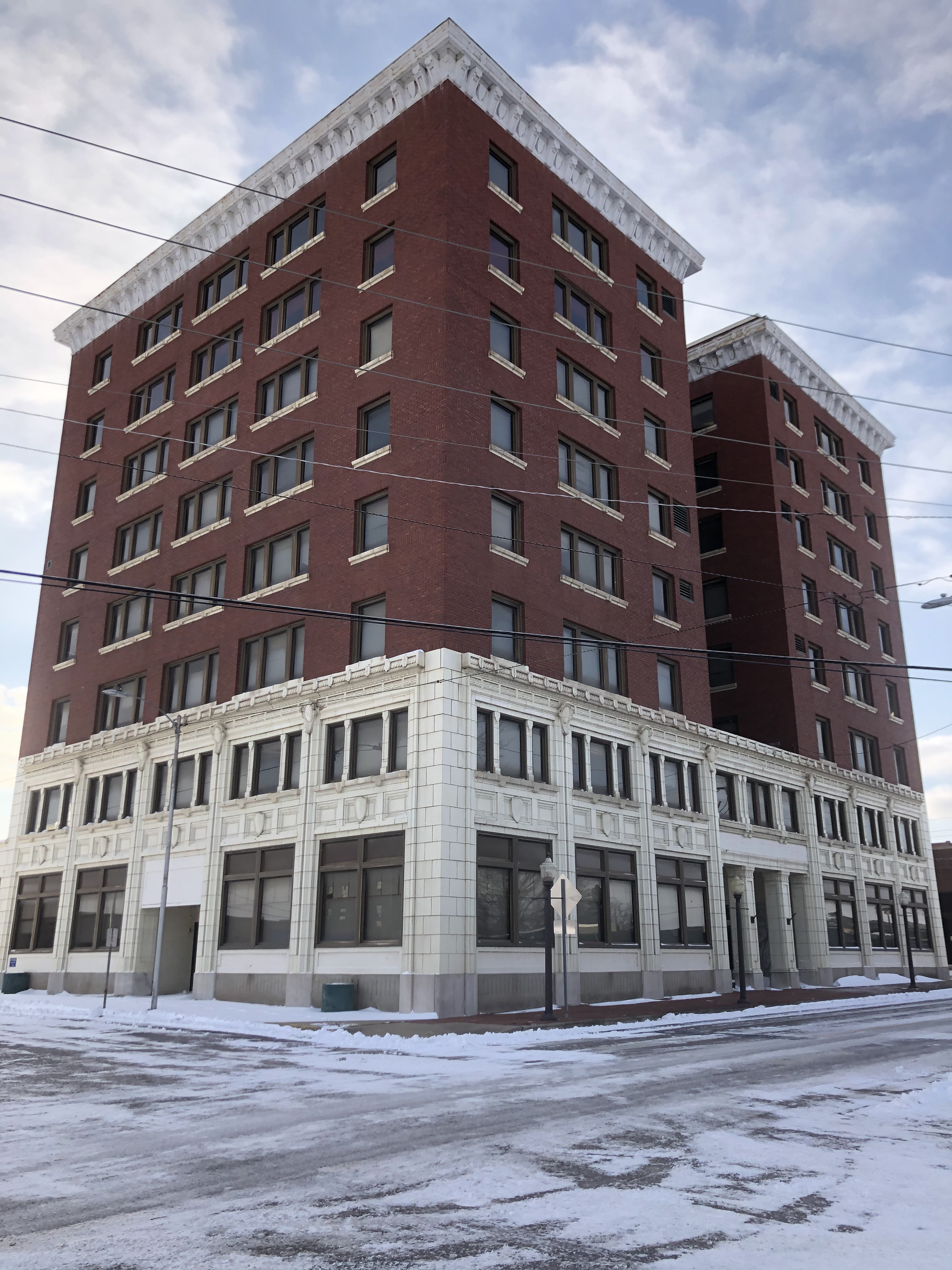
Railway Exchange Building
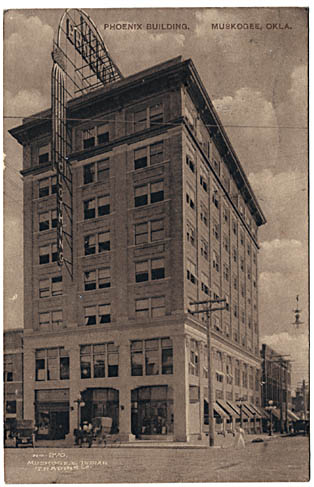
Manhattan Building
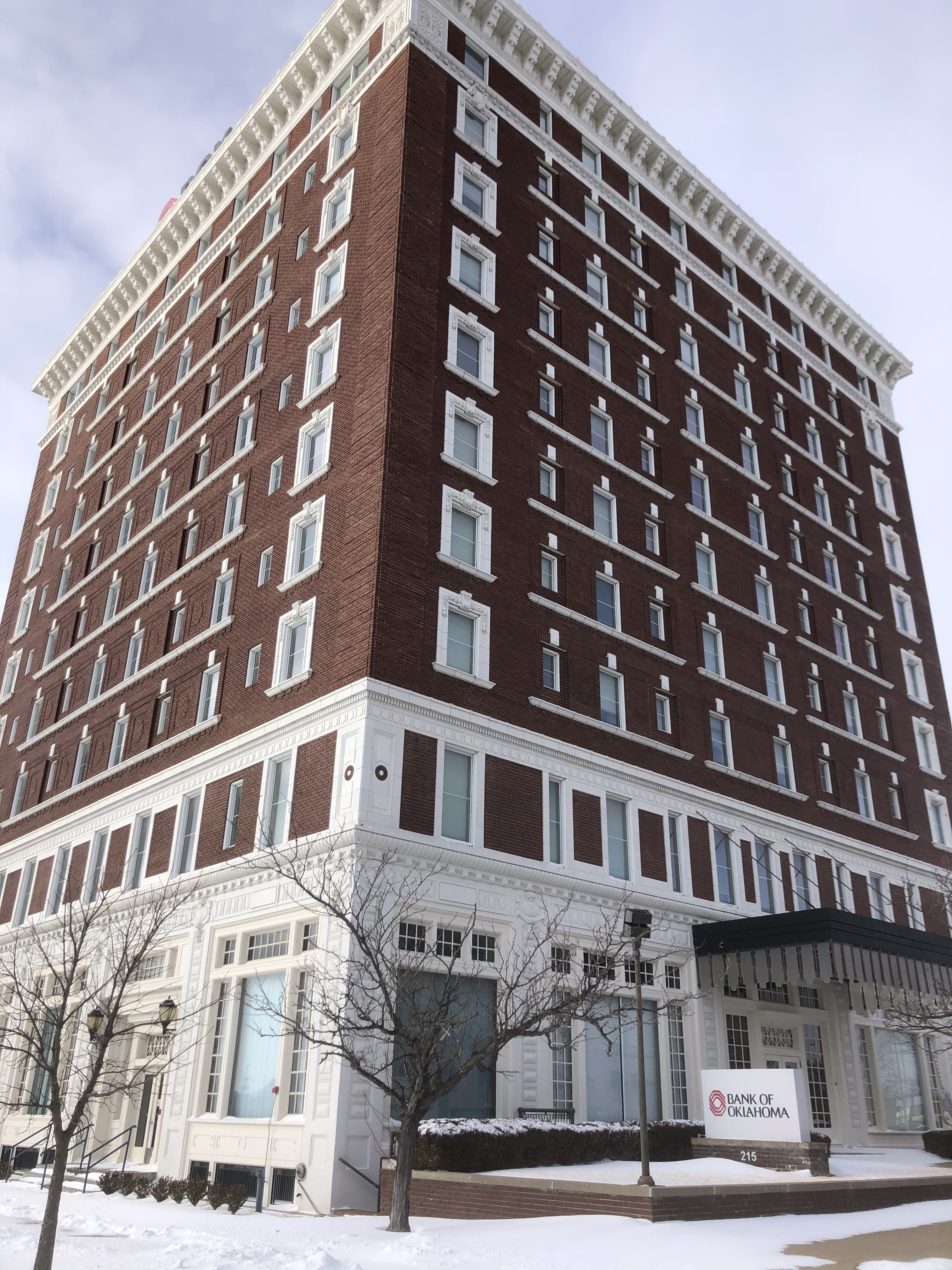
Severs Hotel
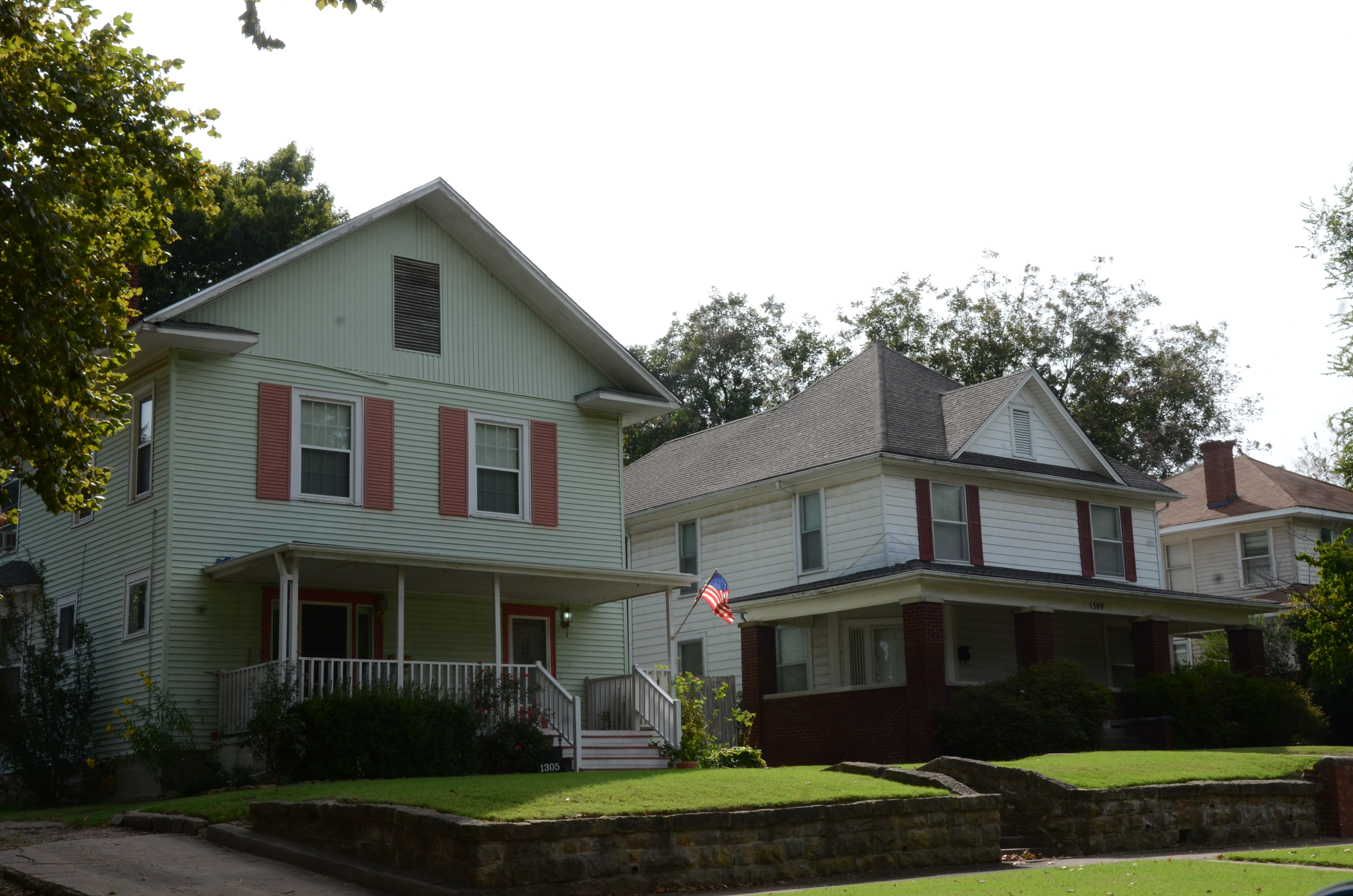
Casas en Distrito Histórico de Kendall Place